# Lacoto
Lacoto (Lakoto) ist eine osttimoresische Aldeia. Sie liegt im Westen des Sucos Balibar (Verwaltungsamt Cristo Rei, Gemeinde Dili). 2015 lebten in der Aldeia 254 Menschen.

## Geographie
Der Suco Balibar besteht aus vier Aldeias, die von West nach Ost nebeneinander aufgereiht südlich der Landeshauptstadt Dili liegen. Lacoto ist die westlichste Aldeia Balibars. Östlich liegt die Aldeia Fatu Loda. Im Norden grenzt Lacoto an den Suco Lahane Oriental (Verwaltungsamt Nain Feto), im Westen an den Suco Dare (Verwaltungsamt Vera Cruz) und im Süden an den Suco Cotolau (Verwaltungsamt Laulara, Gemeinde Aileu).
Der Ort Lacoto liegt im Süden der Aldeia, an der Überlandstraße von Dili nach Aileu, die auch einen Teil der Grenze zu Aileu bildet. Am Ort bildet sie aber zwei Bögen nach Norden, hinein in die Gemeinde Dili, so dass die Häuser beiderseits der Straße zu Lacoto gehören. Nur weiter südwestlich, wo die Straße wieder der Grenze folgt, liegt auf dem Gebiet Aileus die kleine Siedlung Boromata.